# Bruinkopdwergijsvogel
De bruinkopdwergijsvogel (Ispidina lecontei, synoniem: Ceyx lecontei) is een vogelsoort uit de familie ijsvogels (Alcedinidae). Deze vogel is genoemd naar de Amerikaanse zoöloog John Lawrence LeConte.

## Verspreiding en leefgebied
Deze soort komt voor van Sierra Leone tot westelijk Oeganda, noordelijk Congo en noordelijk Angola.